# Limington (Maine)
Limington è un comune degli Stati Uniti d'America, situato nello Stato del Maine, nella contea di York.